# Лавров Євген Олександрович
Євге́н Олекса́ндрович Лавро́в — підполковник Збройних сил України.

## З життєпису
Брав участь у миротворчих операціях на Близькому Сході. Кваліфікацію підвищував за програмою НАТО.
Станом на травень 2015-го — заступник командира з озброєння та начальник техчастини батальйону «Київська Русь».

## Нагороди
За особисту мужність і героїзм, виявлені у захисті державного суверенітету та територіальної цілісності України, вірність військовій присязі під час російсько-української війни
- нагороджений орденом «За мужність» III ступеня (26.2.2015).[1]